# Nové Domky (Loučovice)
Nové Domky je malá vesnice, část obce Loučovice v okrese Český Krumlov. Nachází se na jižním břehu vodní nádrže Lipno, asi 3 km na západ od Loučovic. Je zde evidováno 38 adres.
Nové Domky leží v katastrálním území Kapličky o výměře 19,78 km².

## Historie
První písemná zmínka o vesnici pochází z roku 1789. Od zavedení obecního zřízení v polovině 19. století do poloviny 20. století byly Nové Domky osadou obce Krásná Pole.